# Lambik
Lambik is een van de hoofdpersonages uit de Vlaamse stripreeks Suske en Wiske. Hij maakte zijn debuut in het verhaal De sprietatoom (1946), het derde verhaal in de serie. 
Hij is een blanke man van middelbare leeftijd. In Bolhoed Bik (2024) wordt duidelijk dat zijn volledige naam Lambik Geuze is.
Lambik heeft naast zijn vaste rol in de Suske en Wiske-hoofdreeks ook een eigen stripreeks, De grappen van Lambik. Hij duikt verder ook op in de spin-offreeksen  Amoras en De Kronieken van Amoras.

## Oorsprong
Willy Vandersteen tekende Lambik voor het eerst in de winter van 1944-1945 op een reeks losse tekenbladen. De figuur heette in eerste instantie Pukkel. Later kreeg hij zijn huidige naam, die is gebaseerd op de biersoort Gueuze Lambic, waar Vandersteen zelf dol op was. In oudere Nederlandse uitgaven heet hij Lambiek.
Er is wel geopperd dat Vandersteen Lambik heeft gebaseerd op de Franse acteur Fernand Charpin. Een andere genoemde mogelijkheid is dat Vandersteen zich voor Lambik liet inspireren door de film Hellzapoppin', met daarin de malle detective Quimby (gespeeld door Hugh Herbert).

### Introductie in de serie
In zijn debuutverhaal De sprietatoom is Lambik een loodgieter. Hij is daarnaast door professor Barabas ingehuurd als privédetective, naar eigen zeggen omdat hij heel goed verloren dingen kan terugvinden. In de rest van dit verhaal helpt Lambik – ondanks zijn alcoholisme en zijn ook hier al erg grote onhandigheid – Suske, Wiske en de professor in hun strijd tegen de kwaadaardige geleerde Savantas.

## Kenmerken

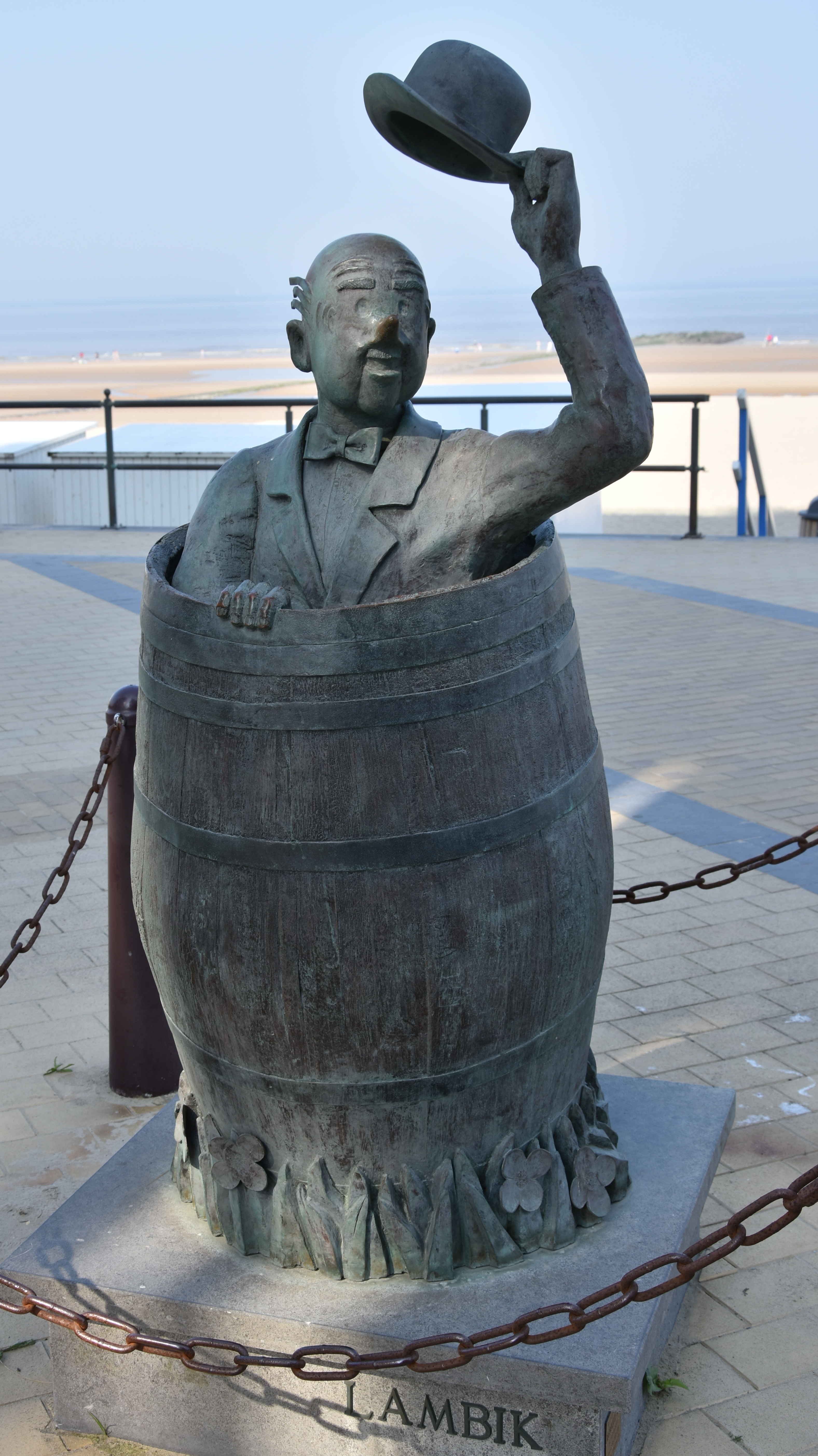
Lambik heeft zich verstopt in een regenton in De sprietatoom, standbeeld gemaakt door Monique Mol (Stripstandbeelden Middelkerke)

Lambik zorgt in het algemeen van alle vaste personages in de verhalen voor de meeste humor. Vandersteen heeft naar eigen zeggen heel wat van zijn eigen karaktertrekjes in Lambik gestopt. Lambik is onder meer zeer populair bij lezers van de strip omdat hij zoveel herkenbare, menselijke gebreken vertoont. Hij is vaak zwak, onnozel, en traag van begrip, maar in sommige verhalen ook zeer sterk, dapper en heldhaftig.

### Uiterlijk
Vandersteen besloot na een paar verhalen het uiterlijk van Lambik vrij drastisch aan te passen. Zo had Lambik in het allereerste begin nog niet zijn typische ronde hoofd. Ook lijkt het met name in De sprietatoom alsof hij hier op zijn achterhoofd nog wat meer haar heeft. Verder is duidelijk dat Lambik hier nog een echte snor heeft, die in latere verhalen niet goed meer herkenbaar is. Lezers van de latere verhalen twijfelen vaak of de zwarte streep onder Lambiks neus gewoon zijn bovenlip, dan wel een snor is. Volgens Studio Vandersteen is de zwarte streep onder de neus van Lambik een snor. Ook in de stripreeks zelf zijn hiervoor diverse aanwijzingen. Op bladzijde 40 van De apekermis wordt duidelijk gezegd dat Lambik een snor heeft. In Het drijvende dorp verkleedt Lambik zich als boerin en wordt dan door een dorpsbewoner omschreven als: "die dikke madam met haar snor". In De blote Belg geeft een Nederlandse toeriste een signalement van Lambik en vermeldt daarbij dat hij een snor heeft. In Jeanne Panne beschrijft ook Jerom Lambik als een snordrager.
Op zes hoofdharen na is hij helemaal kaal. Lambik is hier niet altijd even tevreden over. Onduidelijk is wat zijn oorspronkelijke haarkleur is geweest. In Het zingende nijlpaard is een jeugdportret van Lambik met zwart stekelhaar te zien, maar in De sterrenplukkers blijkt de jonge Lambik hoogblond haar te hebben en in De 7 schaken is Lambik als jongetje met rood haar te zien. In de eerste albumuitgave van De zwarte madam heeft Lambik per hoofdzijde afwisselend drie of vier haren, wat erop lijkt te duiden dat oorspronkelijk geen sprake was van een specifiek aantal haren.
Lambik draagt meestal een zwarte broek en een wit overhemd met een zwart strikje. Tot en met het begin van De tuf-tuf-club (1951) droeg hij in de oorspronkelijke ongekleurde albums regelmatig een stropdas. Als hij dan zijn kleding voor een negentiende-eeuws kostuum verruilt, verschijnt voor het eerst de vlinderdas. Vanaf dat moment is Lambiks strikje door alle verhalen heen een vast onderdeel van zijn verschijning. Bij het hertekenen van de oudste verhalen waarin Lambik meedeed is de oorspronkelijke stropdas soms vervangen door het strikje. In sommige verhalen is Lambik te zien met een zwarte bolhoed en een bruine of grijze jas.
Lambiks figuur is licht gezet. Vanwege zijn buik, die vooral opvalt als zijn bovenlichaam is ontbloot, is hij soms het mikpunt van spot.

### Beroepen
Ook in sommige verhalen na De sprietatoom werkt Lambik nog als loodgieter, zoals De ringelingschat (1951) en De koeiencommissie (2000). In Beminde Barabas (1975) ruilen Sidonia en Lambik van baan; Lambik gaat het huishouden doen en Sidonia gaat als loodgieter aan de slag. In andere verhalen blijkt Lambik nog tal van andere beroepen uit te oefenen, zoals journalist (De zwarte zwaan), arts/chirurg (Het gouden paard), of kapper (De kale kapper). In sommige verhalen (zoals Het bevroren vuur) is hij zeeman. In Twee toffe totems beweert Lambik dat hij in zijn jeugd nog in de mijnen heeft gewerkt.
In De schat van Beersel (1952) blijkt voor het eerst dat hij in de Eerste Wereldoorlog als soldaat heeft meegevochten; hier haalt hij zijn oude uitrusting weer tevoorschijn. In De windmakers (1959) blijkt dit oude spul niet erg bruikbaar meer. In latere verhalen wordt Lambiks soldatenuitrusting meer omschreven als "souvenirs" uit die tijd.
Lambiks baan als loodgieter staat opnieuw centraal in De kronieken van Amoras (zie #De kronieken van Amoras).

### Karakter
Ondanks allerlei negatieve karaktereigenschappen is Lambik in essentie een zeer goed mens. Hij zet zich in voor slachtoffers en onderdrukten en toont zich uiteindelijk altijd bezorgd over zijn vrienden.
Als alle verhalen chronologisch worden geordend, is duidelijk te zien hoe Lambiks karakter geleidelijk aan evolueert. In de allereerste verhalen is Lambik meestal oerdom, onhandig, verstrooid en vaak onbetrouwbaar. Hij loopt de andere hoofdpersonages meer in de weg dan dat hij een nuttige hulp is. Later wordt Lambik iets slimmer, maar ook veel ijdeler en dominanter. Hij overschat zichzelf vaak en brengt zichzelf door zijn grote mond soms flink in de problemen. Hij laat zich daarnaast makkelijk voor de gek houden en heeft dit meestal pas als laatste of enige niet door. Met name in verhalen die in voorbije eeuwen spelen en waarbij Jerom er niet bij is, is hij behalve onnozel ook vaak de sterke held van het verhaal.
Lambik kan soms erg laf zijn en de schuld van alles wat er misgaat aan anderen geven. Hij reageert in bepaalde situaties soms onverwacht erg vijandig en agressief. Heel af en toe is hij dronken. Hij toont zich soms teleurgesteld in de overheid of in de maatschappij als geheel, waarin de normale man onbelangrijk lijkt te zijn. Lambik is niet zelden hebzuchtig. In veel verhalen is hij uit op rijkdom, macht, een knappe vrouw of status. Ook is hij nogal vatbaar voor verleidingen. Met name in de oudere verhalen worden Lambiks goede en slechte geweten soms verbeeld door respectievelijk een engel en een duivel. In sommige latere verhalen vervult Wiske de rol van Lambiks goede geweten. Ook de andere vrienden spannen zich in om Lambik indien nodig te behoeden voor vergissingen en domheden. Lambik heeft zijn vrienden meermaals verraden, al komt hij uiteindelijk wel altijd weer tot inkeer.
Vanaf de verhalen die midden jaren 60 verschijnen weet Lambik zich veelal geen raad meer met zijn emoties. Wanneer Paul Geerts in 1972 de reeks overneemt, zet deze trend zich voort en ontwikkelt Lambik zich meer en meer tot de nar in het verhaal, die verder weinig aan de belangrijke ontwikkelingen toevoegt. In de nog latere verhalen vanaf eind jaren 80 krijgt Lambik weer iets serieuzere rollen toebedeeld, mogelijk onder invloed van de tekenaar/scenarist Marc Verhaegen.
Een vaak terugkerende grap is dat Lambik met grote vertraging op iets abnormaals reageert. Als hij bijvoorbeeld van een vijand een harde klap op zijn hoofd krijgt, komt hij vaak pas een aantal plaatjes later tot het besef dat hij bewusteloos moet neervallen. Een andere eigenaardigheid is het soms achterlaten van vreemde teksten op zijn deur, zoals "niet thuis uit hoofde van afwezigheid".

## Relaties tot anderen

### Tante Sidonia
Onduidelijk is hoe de verhouding is tussen Lambik en tante Sidonia. Sommige verhalen (zoals De sterrenplukkers en De amoureuze amazone) wekken sterk de indruk dat tante Sidonia verliefd is op Lambik en zelfs met hem wil trouwen. In veel andere verhalen is hier evenwel niets van te merken; Sidonia lijkt Lambik hier enkel een zeurderige lastpost te vinden wanneer hij bij haar over de vloer is. Lambik op zijn beurt lijkt hoe dan ook totaal geen affectie voor Sidonia te voelen. Vaak jaagt hij haar heel bewust op stang met allerlei kwetsende opmerkingen over haar uiterlijk.

### Jerom
Vanaf de introductie van Jerom wordt Lambik, naarmate Jerom zelf steeds beschaafder wordt en een belangrijkere rol in de verhalen krijgt, geleidelijk aan veel minder dominant. Een van de redenen om Jerom uit de 17e eeuw mee te nemen, was om te voorkomen dat Lambik zo verwaand zou worden dat hij de rest niet meer zou zien staan. Jerom wordt dankzij zijn immense lichaamskracht vooral een grote rivaal van Lambik waar het gaat om indruk maken. Desondanks werken de twee ook geregeld goed samen en hebben ze veel voor elkaar over. Jerom trekt nadat hij zijn vaste plek in de serie heeft gekregen bij Lambik in huis. Samen zijn ze vaak bij tante Sidonia over de vloer.

### Tobias
Lambik heeft een hekel aan honden. Dit geldt ook voor Tobias, die voor het eerst voorkomt in Het hondenparadijs. In Het hondenhart wordt duidelijk waarom Lambik lange tijd een hekel aan honden heeft gehad.

## Hoofdrollen
In tientallen verhalen, zoals De stemmenrover, De krachtige krans, De blote Belg en Robotkop, heeft Lambik zelf min of meer de hoofdrol, in plaats van Suske en Wiske. In De kale kapper hebben Lambik en Jerom samen in feite de belangrijkste rol.
In Sterrenrood (2015) komt Lambik niet voor, maar het karakter inspecteur Lambique doet hier onderzoek naar de diefstal van een diamant.

## Persoonlijke achtergrond

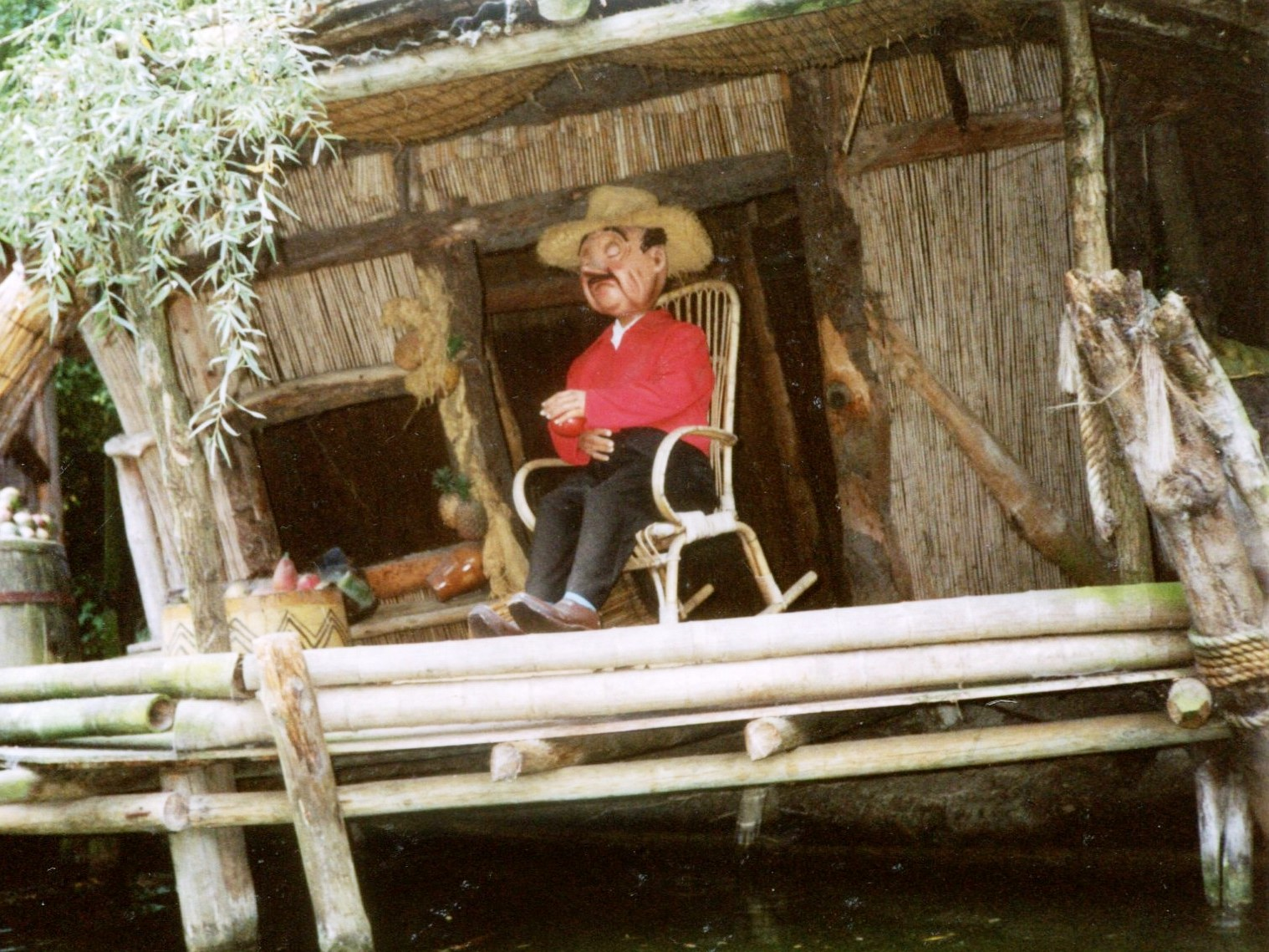
Lambik, hier uitgebeeld in attractiepark Bellewaerde

Over Lambiks eigen verleden is vrij weinig bekend. In De laatste vloek (2003) blijkt dat hij jarig is op de 14e. Volgens het − niet in de reguliere hoofdreeks gepubliceerde − verhaal De bloedbroeder (2013) is Lambiks sterrenbeeld Maagd; dat zou dus betekenen dat zijn geboortedatum 14 september is.
In enkele verhalen – Het zingende nijlpaard, De sterrenplukkers, De 7 schaken en Bolhoed Bik – wordt een beeld geschetst van hoe Lambik er als kind moet hebben uitgezien. In Het hondenhart wordt Lambik als jongeman getoond.

### Familie
- In De vliegende aap (1946) − het tweede Suske en Wiske-verhaal waarin Lambik meedoet − verschijnt Lambiks broer Arthur voor het eerst in beeld. Arthur is in staat om te vliegen na het eten van een speciaal plantenextract ("Selderum Aeroplanis") en woont in de Belgische kolonie Dongo.[13]
- Lambiks vader, Papal-Ambik, duikt op in De tamtamkloppers (1953). Volgens Lambik is zijn vader een miskend dichter die ten onrechte in een gesticht werd opgesloten. Lambik en Arthur hebben hem bevrijd en brachten hem naar Rotswana, waar zowel Arthur als Papal-Ambik nog steeds wonen. In dit verhaal blijkt ook dat Lambik en Arthur hun moeder nooit gekend hebben.
- In het Gallische tijdperk leefde een van Lambiks vroege voorvaderen, Lambiorix[14] hoofdman van de Eburonen.
- Tijdens de 16de eeuw leefde er in Binche een andere voorouder van Lambik, Evarist. (De joviale Gille (2007)).
- In de 18de eeuw leefde een van Lambiks andere voorouders, Johan Matheus Lambik (1730 – 1792), een van de bokkenrijders. (De bokkerijders (1948))
- In De formidabele fantast (2005) duikt Hippoliet Lambik op, een grootoom van Lambik die uiterlijk wat op hem lijkt. Hippoliet Lambik drinkt graag jenever. Door zijn schulden is hij de voetmat geworden van Moeder Kee, de uitbaatster van een herberg op de heide.
- In tante Biotica (2014) komt een tante van Lambik in beeld. Zij zorgde voor hem toen zijn vader naar Afrika vertrok.
- In De ongelooflijke Thomas (2001) besloot Marc Verhaegen om Lambik en Sidonia een zoon te geven genaamd Thomas, die echter geen vaste rol in de verhalen heeft gekregen.
- in Krimsonia (2011) is kort een foto van Lambiks grootvader te zien. Hij lijkt veel op Lambik, maar heeft een grotere snor en een sikje. Zijn naam wordt niet genoemd, maar het blijkt dat hij dol was op radijzen.
- In Bolhoed Bik (2024) blijkt dat Lambik zijn moeder Cerise Kriek wel degelijk gekend heeft, hoewel hij dat in eerdere verhalen heeft ontkend. Samen met zijn broer Arthur groeit hij op in armoede. Als zijn depressieve moeder besluit te trouwen met een piloot in het Britse leger, is Lambik van slag. Ze komt daarna om tijdens een vliegtuigongeluk.

## In spin-offseries

### Blauwe reeks
In de blauwe reeks-verhalen die in de jaren 50 in het weekblad Kuifje verschenen, werd Lambik op verzoek van Hergé door Vandersteen anatomisch correcter en atletischer getekend, om bij de stijl van het weekblad Kuifje te passen. Behalve dat Lambik in deze verhalen een stuk heldhaftiger is getekend, gedraagt hij zich hier ook in het algemeen veel verstandiger. Als een soort vaderfiguur van Suske en Wiske domineert in feite vooral Lambik deze verhalen. Hij heeft hier ook veel meer aanzien. Ook blijkt Lambik in de blauwe reeks over bepaalde capaciteiten te beschikken waar in andere verhalen nooit iets van te merken is; zo blijkt hij bijvoorbeeld een erg begaafd schermer te zijn. Van Lambiks ijdele, arrogante en egoïstische karakter zoals dat in de rode reeks regelmatig de kop opsteekt, is in de verhalen uit de blauwe reeks over het algemeen niets te merken.

### De Vrolijke Bengels
Van 1950 tot 1953 vervingen Lambik, Suske en Wiske tijdelijk de personages Pontius, Pilatus, Vlooike en Poliet in Vandersteens stripreeks De Vrolijke Bengels.

### De grappen van Lambik
Lambik heeft ook zijn eigen stripreeks: De grappen van Lambik. De oorspronkelijke reeks albums en grappen verscheen van 1955 tot 1962. In 2004 werd begonnen met een nieuwe serie albumuitgaven met grappen van Lambik. De eerste drie albums van deze reeks bevatten een bloemlezing van gags die eerder verschenen in de jaren 50. De strips werden voor deze gelegenheid ingekleurd en het taalgebruik werd aangepast. Vanaf het vierde album, dat verscheen in maart 2005, werd de serie voortgezet met nieuwe grappen. De nieuwe strips werden gemaakt door Studio Vandersteen. Elk album bevat pagina's van diverse schrijvers en tekenaars. In verband met tijdgebrek van de Studio werd de serie na deel 7 alweer gestaakt.

### Strip Klassiek
De gekalibreerde kwibus bestaat uit drie los samenhangende verhaaltjes, met Lambik als centraal figuur. Deze verhalenbundel is nooit verschenen in de reguliere Suske en Wiske-hoofdreeks, maar wel in onder andere Strip Klassiek.

### De kronieken van Amoras
In het eerste verhaal van de serie De kronieken van Amoras, De zaak Krimson (2017), wordt duidelijk dat Lambik al had kennis gemaakt met de schurk Krimson voordat hij in De sprietatoom Suske, Wiske en Sidonia ontmoette. In De droom van Arthur ontmoet Lambik zijn broer weer na vele jaren.

## In populaire cultuur
- De Nederlandse stripwinkel Galerie Lambiek baseerde haar naam op Lambik. Lambik werd tijdens de jaren 50 in de vroege vertalingen van Suske en Wiske voor de Nederlandse markt nog "Lambiek" genoemd. Het embleem op het uithangbord van de winkel is trouwens een prentje uit het album Prinses Zagemeel en stelt Lambik voor tijdens zijn metamorfose tot centaur.
- Lambik had een cameo in de Nederlandse stripreeks Agent 327, in het album De ogen van Wu Manchu, waar hij samen met Nero opduikt.
- Hij dook ook op op blz. 28 van het eerste deel van Van Nul tot Nu als Vlaamse soldaat in de Guldensporenslag
- In het Urbanusalbum De laatste dagen van Urbanus is Lambiks gezicht aan de muur van een ziekenhuis te zien als reclameaffiche voor faceliften. Zijn oude gezicht uit de oorspronkelijke albums staat op onder de hoofding "Voor", zijn gezicht in de latere, hertekende versies onder de hoofding "Na".
- In het Urbanus en Kiekeboealbum Kiekebanus is hij in een pot formol te zien.
- In de Suske en Wiske-musical De Stralende Sterren (1994) speelde Roland Van Rillaer de rol van Lambik. Van Rillaer speelde de rol vervolgens in elke musical die volgde. In 2015 speelde hij Lambik voor het laatst, in een herneming van De circusbaron. In de verfilming uit 2004 van De duistere diamant werd Lambik gespeeld door Dirk Roofthooft. In de Suske en Wiske-poppenserie (1975) werd de stem van Lambik vertolkt door Henk Molenberg. Voor de 3D-animatiefilm De Texasrakkers (2009) werd Lambiks stem ingesproken door Lucas Van den Eynde.
- De Belgische gemeente Puurs bestond in 2017 725 jaar. Luc Morjaeu, die sinds 2005 mee Suske en Wiske tekende, maakte ter gelegenheid daarvan het stripverhaal Het spook van Pukema. Dit verhaal is een one-shot en hoort dus niet bij de Suske en Wiske-hoofdreeks. Morjaeu kreeg wel van Studio Vandersteen toelating om Lambik en de teletijdmachine te gebruiken.[16][17]
- Ook in het Kiekeboes-album Niet van gisteren duikt Lambik even kort op, in de verschijning die hij heeft in De bokkerijders.

## Bekende uitspraken
- "Miljaar!", als hij kwaad is of als er iets fout gaat. Dit is wellicht een verbastering van milliards de dieux.[18]
- "Het is mijnheer Lambik", als iemand hem alleen met "Lambik" aanspreekt[19]
- Tegenover jonge kinderen heeft hij het bij gelegenheid over zichzelf als "De dikke meneer".[20]

## Vertalingen
- Orville, vertaling in het Engels in het album The Poisoned Rain (vertaling van De ruige regen).
- Ambrose, vertaling in het Engels.
- Lambiko, vertaling in het Esperanto.
- Koikkalainen, vertaling in het Fins.
- Lambique, vertaling in het Frans.
- Lamholt, vertaling in het Zweeds.
- Lambi, vertaling in het IJslands.

Lambik heeft zijn oorspronkelijke Nederlandse naam behouden in het Duits, Fries, Limburgs en Drents.